# 2001 KA77
2001 KA77, também escrito como 2001 KA77, é um objeto transnetuniano que está localizado no Cinturão de Kuiper, uma região do Sistema Solar. Este corpo celeste é classificado como um cubewano. Ele possui uma magnitude absoluta de 5,0 e tem um diâmetro estimado de cerca de 472 km. O astrônomo Mike Brown lista este corpo celeste em sua página na internet como um candidato a possível planeta anão.

## Descoberta
2001 KA77 foi descoberto no dia 24 de maio de 2001 pelo astrônomo Marc W. Buie.

## Órbita
A órbita de 2001 KA77 tem uma excentricidade de 0,091 e possui um semieixo maior de 47,394 UA. O seu periélio leva o mesmo a uma distância de 43,070 UA em relação ao Sol e seu afélio a 51,717 UA.